# Acrapex stygiata
Acrapex stygiata là một loài bướm đêm trong họ Noctuidae.